# Rasskulz
Derek Oduro, artiestennaam Rasskulz (Anderlecht, 26 april 1984), is een Nederlands rapper,  muziekmanager en ondernemer. Als rapper is hij bekend uit het duo Gooise Goons. Daarnaast werkt hij solo en samen met onder meer Hydroboyz, Kempi en YS.

## Biografie
Op Facebook gebruikt hij als achternaam Wijffels. Hij is een broer van Bryan Oduro die als rapper bekend staat met de naam BKO. Hij werd geboren in het Belgische Anderlecht en ging in Hilversum en Amsterdam-Oost naar school. Zijn artiestennaam is Rasskulz en daarnaast staat hij bekend als I Sell It All.
Hij kwam op in 2011. In dat jaar werkte hij mee aan de mixtape Du movement van de Gotti Gang, waaraan verder Kempi, Crazyshee, Lens en CocoRas werkten. Daarnaast trad hij naar voren als het gezicht van het rapduo Gooise Goons, dat verder uit Redskin bestaat. Zijn rap karakteriseert zich vooral door zijn punchlines. Hij deed verschillende sessies voor 101Barz van BNN die vele honderdduizenden malen werden bekeken. Daarnaast werkte hij mee aan twee singles van YS die de Single Top 100 bereikten en aan YouTube-sessies, zowel solo als met andere artiesten onder wie de Hydroboyz. Ook deze kregen veel views. Via zijn Shakura Highclass-kanaal op YouTube brengt hij geregeld clips en sessies uit waarvan er verschillende meer dan een miljoen maal werden bekeken.
De Gooise Goons vallen niet alleen op vanwege hun muziek, maar vooral ook vanwege hun 'swag' (merchandise). De rappers laten het niet alleen bij T-shirts, hoody's en petjes, maar voeren een veel bredere lijn, variërend van slippers tot slipjes. Rasskulz is gevestigd in de Grachtengordel (Keizersgracht). In een interview met FunX uit 2013 liet hij weten dat muziek niet zijn hoofdzaak is, maar ook zijn kledinglijn ondersteunt. Daarnaast exploiteert hij sinds 2014 de energydrink Shakura. Hierdoor was hij als artiest een tijd buiten beeld.
Daarnaast heeft hij met Gooise Goons een muzieklabel. Enkele van zijn vroege artiesten wisten later een carrière op te bouwen in de nederhop, zoals SBMG en Bokoesam. Op dat moment waren Top Notch en Noah's Ark vrijwel de enige spelers op die markt. Anderen die hij begeleidt, zijn BKO, Rambo, Alexx, Lil Saint en Ace Fullhouse.